# 国王地区

国王地区在新西兰的位置

国王地区是新西兰北岛西部的一个区域。其范围大致从北部的卡维亚港和奥托罗杭阿镇延伸至南部旺阿努伊河的上游地区，从东部的豪洪加罗阿山脉和兰吉托托山脉到西部的塔斯曼海附近。该地区主要为丘陵地带，其中很大一部分为森林覆盖。  
尽管界定模糊，国王地区在新西兰历史上具有重要意义。“国王地区”一词起源于19世纪60年代的新西兰战争。当时殖民军队入侵怀卡托地区，毛利国王运动的部队退守至一条被称为“奥卡蒂”（意为“边界”）的防线以南。奥卡蒂沿着靠近基希基希的普纽河附近的一系列帕（即毛利人堡垒）分布。“奥卡蒂”以南的土地仍然是毛利人的领地，欧洲人若越界则会面临死亡威胁。
国王地区以崎岖的乡村道路和多样的景观而闻名。该地区气候温暖，被认为具有亚热带特征。